# Гмерті
Гмерті (ღმერთი) — бог неба у грузинській міфології, батько богів, владика світу, який створив світовий порядок, який розпоряджається життям і долею всіх людей. Гмерті створив небо, землю і море, і освітила їх його дочка — Мзекалі (მზექალი), і створив інших божеств, Хвтісшвілебі — (ხვთისშვილები), Копала, Іахсарі та інших.
Гмерті живе на дев'ятому небі і сидить на золотому троні, розпоряджаючись світом через Хвтісшвілебі. Він владика неба, грому, і правосуддя. Він скрізь і у всьому, єдиний, але може постати в різних проявах. Проте основним проявом все ж був величезний бик. Його скрізь супроводжують його слуги, вовки, яких посилає до людей для допомоги, або ж для кари. Гмерті представлявся істотою з золотим ротом, і палаючими, страшними очима.
З поширенням християнства, культ Гмерті злився з біблійним Господом, і сьогодні Гмерті означає Господь.